# Prepare for War
Prepare for War è l'album di debutto del gruppo musicale black/power metal neozelandese Demoniac, pubblicato a novembre del 1994 per la Evil Omen Records.

## Tracce
1 - Intro (Prologue of War) - Prepare for War - 09:53
2 - The Birth of Diabolic Blood - 05:07
3 - The Earth Calls Me - 04:28
4 - Missein Anthropos - 03:22
5 - Hammer of Damnation - 03:37
6 - The Return of the Darkness and Evil (cover dei Bathory) - 04:09
7 - Celtic Sword of Iron - 03:51
8 - A. Narain - 05:39
9 - Evocation - 03:13
10 - Chaoist - 02:28
11 - So Bar Gar - 01:36
12 - Dormant Entity - 05:43
13 - Final (Epilogue of War) - 05:28

## Formazione
- Sam Totman - chitarra
- Lindsay Dawson - basso e voce
- Mark Hamill - batteria
- The Magus - tastiera